# Лопи, Дион
Дио́н Лопи́ (фр. Dion Lopy; род. 2 февраля 2002, Дакар) — сенегальский футболист, полузащитник клуба «Альмерия».

## Футбольная карьера
Дион — уроженец Дакара, столицы Сенегала. Воспитанник команды Осло Футбол Академи. В октябре 2020 года перебрался во Францию и подписал контракт с клубом «Реймс». 10 октября 2020 года дебютировал за вторую команду французов в поединке против второй команды «Ланса». Всего за вторую команду сыграл две встречи. Со второй половины сезона 2020/2021 переведён в основную команду. 4 апреля Дион дебютировал в Лиге 1 в поединке против «Ренна», выйдя на замену на 88-й минуте вместо Натанаэля Мбюкю.
Дион — активный игрок сборных Сенегала различных возрастов. Участник Кубка африканских наций 2019 года среди юношей до 20 лет. На турнире сыграл четыре встречи, вместе со сборной занял второе место, проиграв в финале сверстникам из Мали. Участник чемпионата мира 2019 года среди молодёжных команд. Сыграл на турнире 4 встречи, забил 1 мяч. Вместе с командой дошёл до четвертьфинала.